# Ylä-Vuontisjärvi
Ylä-Vuontisjärvi eller Hietajärvi är en sjö i Finland. Den ligger i kommunen Enare i landskapet Lappland, i den norra delen av landet, 1 000 km norr om huvudstaden Helsingfors. Ylä-Vuontisjärvi ligger 130,1 meter över havet. Arean är 54,3 hektar och strandlinjen är 4,49 kilometer lång. Sjön  ingår i Pasvik älvs huvudavrinningsområde. 